# The Wall Tour
The Wall Tour bylo koncertní turné anglické progresivně rockové skupiny Pink Floyd, které skupina podnikla k jejich albu The Wall z roku 1979. Turné obsahovalo celkem 31 koncertů v letech 1980–1981. Jedná se o poslední turné na kterém se podílel baskytarista Roger Waters.

## Sestava při turné

### Pink Floyd
- David Gilmour – elektrická kytara, akustická kytara, zpěv, mandolína v Outside the Wall
- Nick Mason – bicí, perkuse, akustická kytara v Outside the Wall
- Roger Waters – baskytara, zpěv, akustická kytara, klarinet v Outside the Wall
- Richard Wright – piano, varhany, syntezátor, zpěv, akordeon v Outside the Wall

### Doprovodná skupina
- Andy Bown – baskytara, akustická kytara v Outside the Wall
- Joe Chemay – doprovodný zpěv
- Stan Farber – doprovodný zpěv
- Jim Haas – doprovodný zpěv
- John Joyce – doprovodný zpěv
- Andy Roberts – kytara (1981)
- Snowy White – kytara (1980)
- Willie Wilson – bicí, perkuse
- Peter Wood – klávesy, akustická kytara v Outside the Wall
- Gary Yudman – MC (New York a Londýn)
- Cynthia Fox – MC (Los Angeles)
- Jim Ladd – MC (Los Angeles)
- Ace Young – MC (Los Angeles)
- Willi Thomczyk – MC (Dortmund)

## Setlist

### První set
- In the Flesh?
- The Thin Ice
- Another Brick in the Wall (Part I)
- The Happiest Days of Our Lives
- Another Brick in the Wall (Part II)
- Mother
- Goodbye Blue Sky
- Empty Spaces
- What Shall We Do Now?
- Young Lust
- One of My Turns
- Don't Leave Me Now
- Another Brick in the Wall (Part III)
- The Last Few Bricks
- Goodbye Cruel World

### Druhý set
- Hey You
- Is There Anybody Out There?
- Nobody Home
- Vera
- Bring the Boys Back Home
- Comfortably Numb
- The Show Must Go On
- In the Flesh
- Run Like Hell
- Waiting for the Worms
- Stop
- The Trial
- Outside the Wall

## Koncerty

### Část 1: Severní Amerika
| Datum         | Město                   | Stát | Místo                             |
| ------------- | ----------------------- | ---- | --------------------------------- |
| 7. únor 1980  | Los Angeles, Kalifornie | USA  | Los Angeles Memorial Sports Arena |
| 8. únor 1980  | Los Angeles, Kalifornie | USA  | Los Angeles Memorial Sports Arena |
| 9. únor 1980  | Los Angeles, Kalifornie | USA  | Los Angeles Memorial Sports Arena |
| 10. únor 1980 | Los Angeles, Kalifornie | USA  | Los Angeles Memorial Sports Arena |
| 11. únor 1980 | Los Angeles, Kalifornie | USA  | Los Angeles Memorial Sports Arena |
| 12. únor 1980 | Los Angeles, Kalifornie | USA  | Los Angeles Memorial Sports Arena |
| 13. únor 1980 | Los Angeles, Kalifornie | USA  | Los Angeles Memorial Sports Arena |
| 24. únor 1980 | Uniondale, New York     | USA  | Nassau Coliseum                   |
| 25. únor 1980 | Uniondale, New York     | USA  | Nassau Coliseum                   |
| 26. únor 1980 | Uniondale, New York     | USA  | Nassau Coliseum                   |
| 27. únor 1980 | Uniondale, New York     | USA  | Nassau Coliseum                   |
| 28. únor 1980 | Uniondale, New York     | USA  | Nassau Coliseum                   |

### Část 2: Evropa
| Datum           | Město    | Stát            | Místo             |
| --------------- | -------- | --------------- | ----------------- |
| 4. srpen 1980   | Londýn   | Anglie          | Earls Court Arena |
| 5. srpen 1980   | Londýn   | Anglie          | Earls Court Arena |
| 6. srpen 1980   | Londýn   | Anglie          | Earls Court Arena |
| 7. srpen 1980   | Londýn   | Anglie          | Earls Court Arena |
| 8. srpen 1980   | Londýn   | Anglie          | Earls Court Arena |
| 9. srpen 1980   | Londýn   | Anglie          | Earls Court Arena |
| 13. únor 1981   | Dortmund | Západní Německo | Westfalenhalle    |
| 14. únor 1981   | Dortmund | Západní Německo | Westfalenhalle    |
| 15. únor 1981   | Dortmund | Západní Německo | Westfalenhalle    |
| 16. únor 1981   | Dortmund | Západní Německo | Westfalenhalle    |
| 17. únor 1981   | Dortmund | Západní Německo | Westfalenhalle    |
| 18. únor 1981   | Dortmund | Západní Německo | Westfalenhalle    |
| 19. únor 1981   | Dortmund | Západní Německo | Westfalenhalle    |
| 20. únor 1981   | Dortmund | Západní Německo | Westfalenhalle    |
| 13. červen 1981 | Londýn   | Anglie          | Earls Court Arena |
| 14. červen 1981 | Londýn   | Anglie          | Earls Court Arena |
| 15. červen 1981 | Londýn   | Anglie          | Earls Court Arena |
| 16. červen 1981 | Londýn   | Anglie          | Earls Court Arena |
| 17. červen 1981 | Londýn   | Anglie          | Earls Court Arena |